# باباکوهی (شاعر)

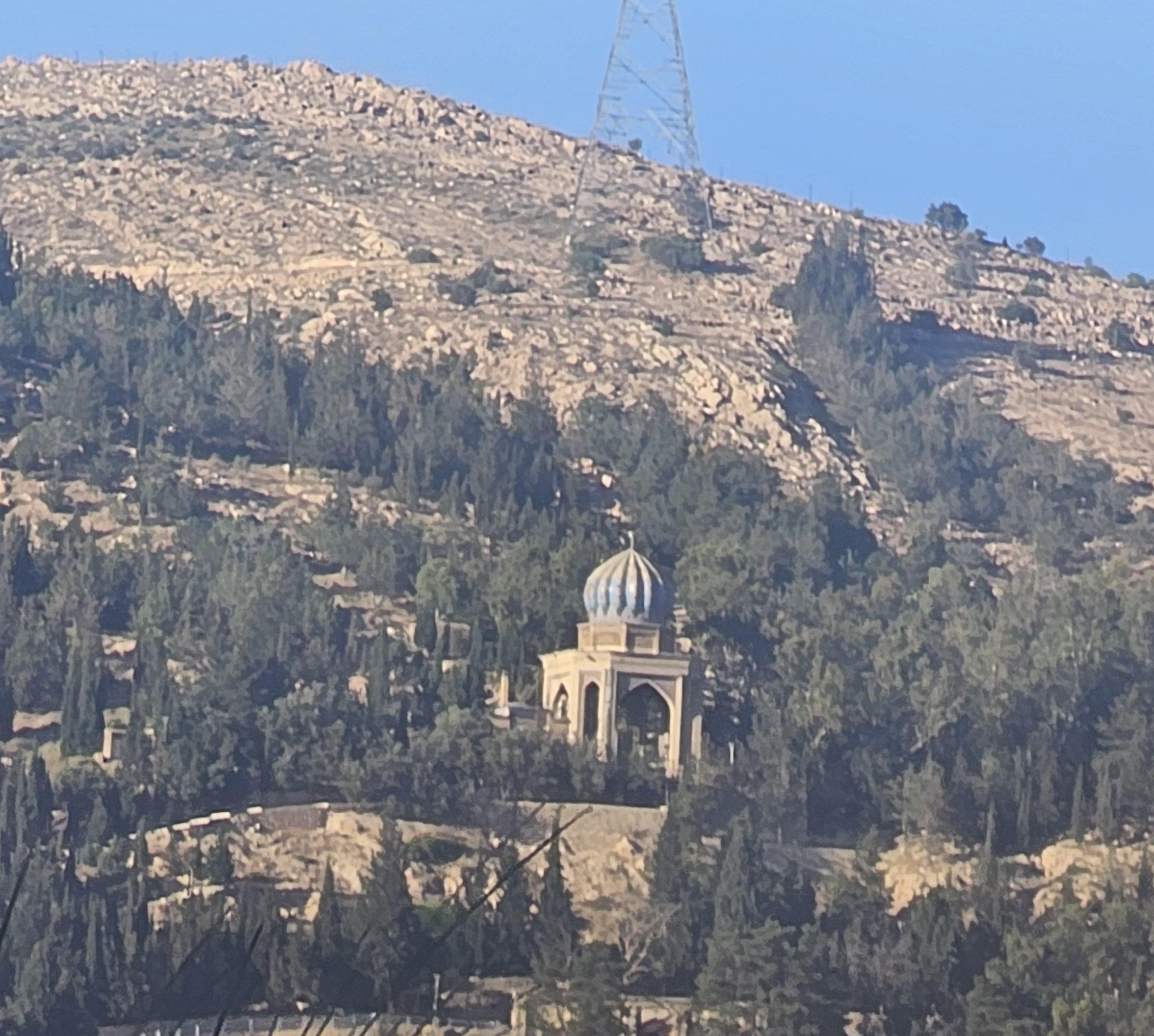
آرامگاه باباکوهی

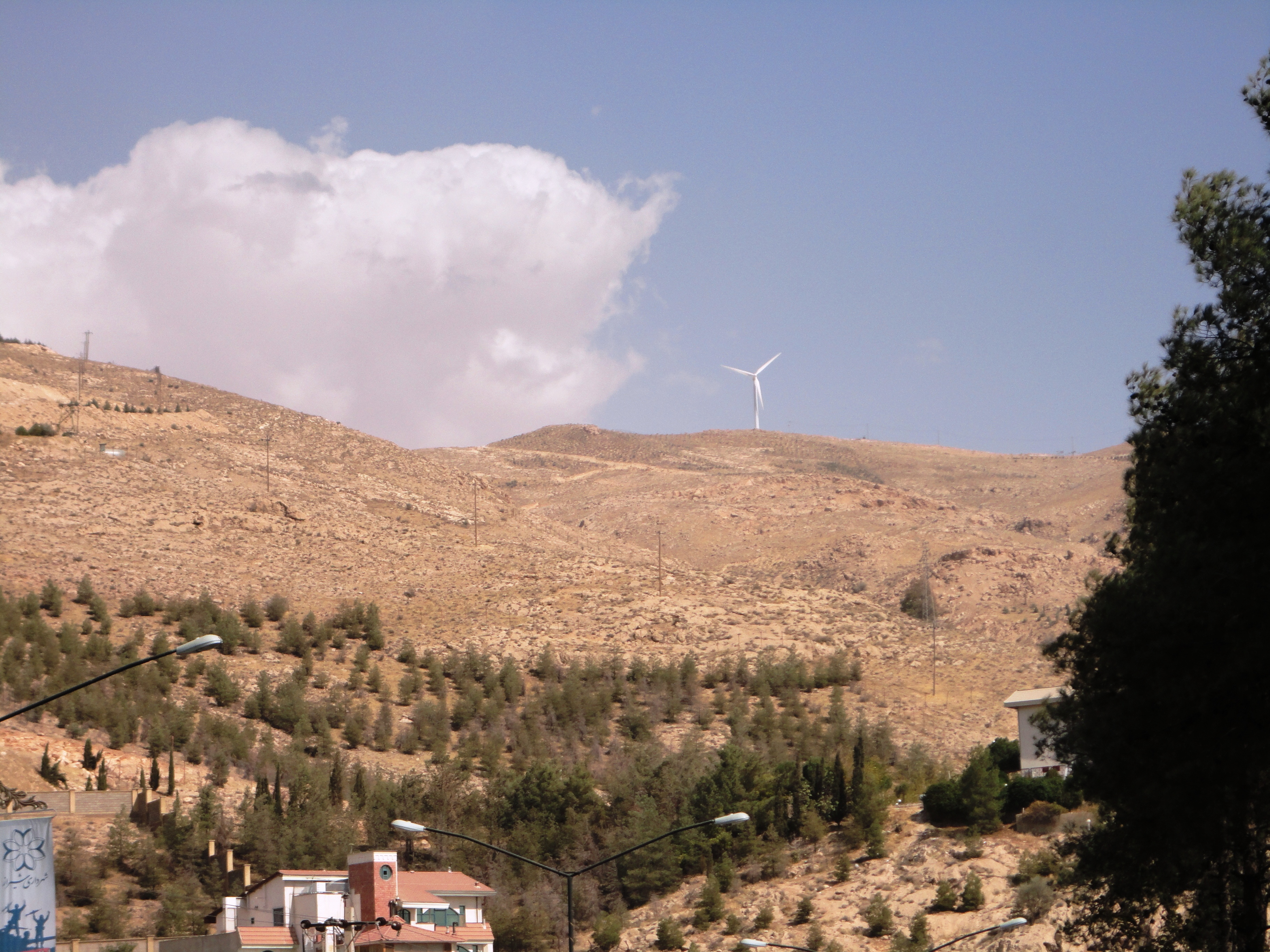
توربین بادی بر فراز بلندی های باباکوهی

باکویه شیرازی یا علی ابوعبدالله ابن باکویه که به باباکوهی نیز نامدار است (زادهٔ نزدیک به سال ۳۳۷ هجری در شیراز - درگذشتهٔ ۴۴۲ هجری) از شاعران ایرانی است.

## پیشینه
وی در جوانی به کسب دانش‌های تکمیلی پرداخت و با بیشتر ریش سپیدان نامی آن روزگار دیدار کرد و هنگامی که شیخ ابوسعید ابوالخیر بینشمند سرشناس به نیشابور رفت ابن بابویه به جای شیخ عبدالرحمن سلمی در خانقاه پرآوازه آن شهر به ارشاد سرگرم بود، میان او و شیخ ابوسعید گفتگوهای گوناگون یزدانشناسی درگرفت و ابوسعید به پرسشهای وی پاسخ داد. همچنین در نهاوند میان ابن باکویه و شیخ ابوالعباس جانشین شیخ بزرگ ابوعبدالله خفیف شیرازی بینشمند نامدار، دربارهٔ تصوف و طریقت مناقشات فراوان روی داد و آن شیخ به فرهیختگی و فرازمندی و گستره آگاهی ابن باکویه خستو شد.
جامی سراینده بزرگ سده نهم در کتاب نفحات الانس می‌نویسد، خواجه عبدالله انصاری از ابن باکویه چندین بار به تجلیل یاد کرده و به انتخاب خود ۳۰ هزار حدیث و ۳۰ هزار حکایت از او بازگو کرده‌است و به ویژه بارها گفته که ابن باکویه ملک بوده‌است و از همه دانش‌ها با نصیب و حتی او را بزرگ‌ترین شیخ روزگار خود دانسته و از این که نسبت به خواجه بیش از دیگران توجه داشته، به خود بالیده است.
عبدالله باکویه پس از سال‌ها جهانگردی دوباره به شیراز برگشت و چند سالی را دور از مردم و هیاهوی شهر در اشکفت کوه شمالی شیراز که آن را صبوی می‌گفتند عزلت گزید و به نیایش پرداخت و در سال ۴۴۲ پس از زیوِشی ۱۰۵ ساله درگذشت و پیروانش وی را در خانقاهش که امروزه آرامگاه اوست به خاک سپردند.
در این کوه کهن‌ترین چشمه ایران که هنوز جاری است قرار دارد.این مجموعه در سال 1392 بوسیله گروهی به سرپرستی مهندس علی بهرام کیان مرمت ، بازسازی و مقاوم سازی شد .  در پیرامون آن مجموعه رفاهی دارای فست فود، جگر سرا، کافی شاپ، شهر شادی، و... قرار دارد.

## شک در سرایندگی او
بنا بر نظری:
باباکوهی سراینده نبوده و هرگز سروده ای نگفته و دیوانی که به او نسبت داده‌اند، از آن صوفی دیگری است که گویا در سده نهم و دهم هجری می‌زیسته و گاهی کوهی و زمانی انسان تخلص می‌کرده و نباید او را با ابن باکویه که از پیرسالاران بزرگ سده پنجم بوده، اشتباه کرد زیرا افزون بر این که سروده‌های دیوان باباکوهی از دید سبک و انشاء مناسب با آثار سرایندگان سده نهم ودهم است، برخی مضامین و حتی پاره‌ای از غزلیات حافظ را اقتباس و استقبال کرده‌است.
شاید این کوهی شاعر، روزگاری بر سر مزار ابن باکویه به عزلت و گوشه نشینی پرداخته و در همانجا مرده و به خاک سپرده شده و دیوانش هم به عنوان دیوان باباکوهی چاپ گردیده است. مطابق استقصای شادروان علامه قزوینی، کهن‌ترین نسخه این دیوان در سال ۱۰۸۸ یعنی بیش از ۶۵۰ سال پس از ابن باکویه نوشته شده و هم‌اکنون در موزه بریتانیا است. نخستین بار روانشاد رضاقلی خان هدایت در ریاض العارفین که در سال ۱۲۶۰ گردآوری شده یادی از باباکوهی سراینده کرده وگرنه تذکره‌نویسان پیشین هیچ‌کدام نه از او یاد کرده‌اند و نه ابن باکویه را دارای هوش سرایندگی می‌دانسته‌اند. به هر روی باباکوهی سراینده صوفی جدا از ابن باکویه است و عبدالله محمدبن باکویه یا باباکوهی که مردم شیراز او را از سده پنجم می‌شناسند و بینشمندان او را از اولیاء و مردان بزرگ می‌دانند آن پیر مرادی است که در سال ۴۴۰ برفراز کوه صبوی شیراز درگذشته است.
سعدی در باب پنجم بوستان در ضمن اشعاری اشاره به باباکوهی (باکویه) کرده که روانشاد علامه قزوینی در حاشیه شدالازار آن را بگونه زیر بازگو کرده‌است:
| ندانی که بابای کوهی چه گفت |  | به مردی که ناموس را شب نخفت |
| برو جان بابا در اخلاص پیچ  |  | که نتوانی از خلق بربست هیچ  |
| کسانی که فعلت پسندیده‌اند   |  | هنوز از تو نقش برون دیده‌اند |
| چه قدر آورد بنده حور دیس   |  | که زیر قبا دارد اندام پیس   |
| نشاید به دستان شدن در بهشت |  | که بازت رود چادر از روی زشت |

## بن مایه ها
- دیوان شیخ علی مشهور به باباکوهی، شیراز: چاپ سوم با تصحیح کامل، ۱۳۵۳ خورشیدی.